# 증명력
|                                                                  |
| 형사소송법                                                       |
| 이념과 구조                                                      |
| 무죄 추정의 원칙 · 자백배제법칙 · 전문법칙                       |
| 증거보전청구권 · 형사보상청구권 · 독수독과이론                   |
| 실체적 진실주의 · 적정절차 · 신속한 재판의 원칙                  |
| 진술거부권 · 접견교통권 · 증거개시제도                           |
| 열람등사권 · 위법수집증거배제법칙                                |
| 법원                                                             |
| 제척 · 기피 · 회피 관할 · 이송 · 법관                            |
| 피고인과 변호인                                                  |
| 피고인 ·변호인 · 성명모용자 · 공동피고인 국선변호인 · 법정대리인 |
| 검사                                                             |
| 기소독점주의 · 검사 동일체의 원칙                                |
| 수사                                                             |
| 함정수사 · 불심검문 · 임의동행 · 동행요구 · 사법경찰관           |
| 구속                                                             |
| 구속영장 · 체포영장                                              |
| 증거법                                                           |
| 정황증거 · 전문증거 · 진술조서 · 진술서 · 실황조사서 · 검증조서  |
| 진술 · 증인                                                      |
| 재판                                                             |
| 공소장 · 공소장일본주의                                          |
| 고소 · 고발 · 고소불가분의 원칙 · 자수                           |
| 상소                                                             |
| 항소, 상고 & 비상상고                                            |
| 다른 7법 영역                                                    |
| 헌법 · 민법 · 형법                                               |
| 민사소송법 · 형사소송법 · 행정법                                 |
| 포털: 법 · 법철학 · 형사정책                                     |
| v • d • e • h                                                    |

증명력(證明力)은 그 증거가 사실의 인정에 쓸모가 있는 실질적인 가치를 말한다. 그 판단은 자유심증주의라고 하여 법관의 자유로운 판단에 맡겨지는데, 이는 증거능력과 엄격히 구별해야 한다.

## 판례

### 상해진단서의 증명력
- 상해죄의 피해자가 제출하는 상해진단서는 일반적으로 의사가 당해 피해자의 진술을 토대로 상해의 원인을 파악한 후 의학적 전문지식을 동원하여 관찰·판단한 상해의 부위와 정도 등을 기재한 것으로서 거기에 기재된 상해가 곧 피고인의 범죄행위로 인하여 발생한 것이라는 사실을 직접 증명하는 증거가 되기에 부족한 것이지만, 그 상해에 대한 진단일자 및 상해진단서 작성일자가 상해 발생시점과 시간상으로 근접하고 상해진단서 발급 경위에 특별히 신빙성을 의심할 만한 사정이 없으며 거기에 기재된 상해 부위와 정도가 피해자가 주장하는 상해의 원인 내지 경위와 일치하는 경우에는, 그 무렵 피해자가 제3자로부터 폭행을 당하는 등으로 달리 상해를 입을 만한 정황이 발견되거나 의사가 허위로 진단서를 작성한 사실이 밝혀지는 등의 특별한 사정이 없는 한, 그 상해진단서는 피해자의 진술과 더불어 피고인의 상해 사실에 대한 유력한 증거가 되고, 합리적인 근거 없이 그 증명력을 함부로 배척할 수 없다.[1]
- 공판조서에 서명날인할 재판장은 당해 공판기일에 열석한 재판장이어야 하므로 당해 공판기일에 열석하지 아니한 판사가 재판장으로서 서명날인한 공판조서는 적식의 공판조서라고 할 수 없어 이와 같은 공판조서는 소송법상 무효라 할 것이므로 공판기일에 있어서의 소송절차를 증명할 공판조서로서의 증명력이 없다.[2]

## 참고 문헌
- 이 문서에는 다음커뮤니케이션(현 카카오)에서 GFDL 또는 CC-SA 라이선스로 배포한 글로벌 세계대백과사전의 내용을 기초로 작성된 글이 포함되어 있습니다.